# Robert Pitrou (ingénieur)
Pour les articles homonymes, voir Robert Pitrou.
Robert Pitrou, né à Nantes le 29 mai 1684 et mort le 13 janvier 1750, est un ingénieur et architecte français, qui s’est principalement illustré dans la construction de différents ponts dont celui de Blois.

## Biographie
Fils d'un maitre maçon de Mantes, Robert Pitrou avait acquis dès sa jeunesse des connaissances très étendues dans les différentes branches des mathématiques et de l'architecture et alla se perfectionner à Paris.
Il fut adjoint à Ange-Jacques Gabriel, avec Jean-Baptiste de Règemorte, pour la conduite des travaux du pont Jacques-Gabriel de Blois, de 1716 à 1723, et c'est là qu'il fit la première application des cintres retroussés qu'il avait inventés, ainsi que celle d'un échafaudage volant, aussi solide qu'ingénieux, pour sculpter les armes du roi au sommet d'une pyramide qui ornait alors le pont de Blois.
Pitrou commença ensuite les travaux de reconstruction du pont de La Charité-sur-Loire.
Dès 1721, il avait été nommé ingénieur de la généralité de Bourges, et en 1731 il fut promu inspecteur général après la retraite d'Henri Gautier.
Pitrou a laissé un recueil de projets d'architecture, de ponts et de charpente qui a été publié en 1756 par un de ses gendres, l’ingénieur Tardif, alors attaché à la généralité de Bordeaux.
Cet ouvrage, qui forme un atlas in-folio et a joui longtemps d'une grande réputation, se trouve à la bibliothèque de l’École des ponts et chaussées.
II avait eu, dit-on, dix enfants, et l’un de ses fils est mort en 1811, ingénieur en chef du département de la Manche, où il a exécuté des travaux importants, tant au port de Cherbourg que pour le dessèchement des marais du Cotentin.
La réputation de Pitrou comme ingénieur habile était telle que, dès 1736, l'ambassadeur d'Angleterre lui avait proposé de se charger de la construction d'un pont sur la Tamise à 
Londres. Il refusa cette offre et un an avant sa mort, en 1749, il présenta pour le Pont George V d'Orléans un projet peu différent de celui qui a été exécuté, quelque temps après, sous la direction de l'inspecteur général Jean Hupeau.